# Jonathan Hivert
Jonathan Hivert (Chambray-lès-Tours, Francia, 23 de marzo de 1985) es un ciclista francés que fue profesional entre 2006 y 2022.

## Trayectoria
Hizo su paso a profesionales en 2006 con el Credit Agricole después de haber estado un año como aprendiz en este mismo equipo. Fichó por el equipo del Skil-Shimano para la temporada de 2009. 
Desde 2010 hasta 2013 compitió por el equipo ciclista francés Saur-Sojasun. En 2014 debido a la desaparición del equipo Sojasun fichó por el equipo Belkin-Pro Cycling Team. En 2015 recaló en las filas del conjunto francés Bretagne-Séché Environnement.
Puso fin a su carrera al finalizar el año 2022.

## Palmarés
| 2008 - 1 etapa del Circuit de Lorraine 2010 - Gran Premio Ciclista la Marsellesa 2011 - 1 etapa de la Vuelta a Andalucía - París-Troyes - Klasika Primavera 2012 - 1 etapa del Tour de Romandía 2013 - Estrella de Bessèges - 2 etapas de la Vuelta a Andalucía | 2017 - Vuelta a Castilla y Léon, más 1 etapa 2018 - Tour de Haut-Var, más 2 etapas - 1 etapa de la París-Niza - Tour de Finisterre 2019 - Gran Premio Miguel Induráin - 1 etapa de la Vuelta a Aragón |

## Resultados en Grandes Vueltas
| Carrera | Carrera         | 2006 | 2007 | 2008 | 2009  | 2010 | 2011 | 2012 | 2013  | 2014 | 2015 | 2016 | 2017 | 2018 | 2019 | 2020 | 2021 | 2022 |
| ------- | --------------- | ---- | ---- | ---- | ----- | ---- | ---- | ---- | ----- | ---- | ---- | ---- | ---- | ---- | ---- | ---- | ---- | ---- |
|         | Giro de Italia  | —    | —    | —    | —     | —    | —    | —    | —     | —    | —    | —    | —    | —    | —    | —    | —    | —    |
|         | Tour de Francia | —    | —    | —    | 154.º | —    | 97.º | —    | 151.º | —    | —    | —    | —    | —    | —    | —    | —    | —    |
|         | Vuelta a España | —    | —    | —    | —     | —    | —    | —    | —     | —    | —    | —    | —    | —    | —    | 86.º | —    | —    |

—: no participa

Ab.: abandono

## Equipos
- Credit Agricole (2006-2008)
- Skil-Shimano (2009)
- Sojasun (2010-2013)
  - Saur-Sojasun (2010-2012)
  - Sojasun (2013)
- Belkin-Pro Cycling Team (2014)
- Bretagne/Fortuneo (2015-2016)
  - Bretagne-Séché Environnement (2015)
  - Fortuneo-Vital Concept (2016)
- Direct Énergie (2017-2020)
  - Direct Énergie (2017-04.2019)
  - Team Total Direct Énergie (04.2019-2020)
- B&B Hotels-KTM (2021-2022)
  - B&B Hotels p/b/KTM (2021)
  - B&B Hotels-KTM (2022)